# Seconda guerra messenica
La seconda guerra messenica fu la rivolta dei Messeni, comandati dal leggendario Aristomene, iniziata probabilmente nel 685 a.C. e terminata attorno al 668 a.C., poco dopo la sconfitta inflitta a Sparta da Argo a Isie (669 a. C.).

## Antefatto
Nel tentativo di espandere il territorio di Sparta nel Peloponneso, a causa della sovrappopolazione della città, l'esercito spartano entrò in guerra con i Messeni la prima volta nel 743 a.C.. Alla fine della guerra, durata vent'anni, i Messeni diventarono schiavi (Iloti) e diventarono servi dello Stato dopo la vittoria spartana nella zona occidentale del Peloponneso. Si dice che la prima battaglia della guerra iniziò a causa del rapimento, da parte di certi uomini messeni, di alcune donne spartane che stavano pregando in un tempio. Quando i Messeni ebbero rifiutato di restituirle, gli Spartani invasero la Messenia.

## Svolgimento
La seconda guerra messenica si originò dalla rivolta della popolazione ilota della Messenia, sostenuta dagli Argivi. Nel tentativo di riconquistare la libertà, i Messeni invasero la Laconia. La prima battaglia, la battaglia di Deres, fu combattuta prima dell'arrivo degli alleati. Aristomene, il capo dei rivoltosi, combatté così valorosamente che fu nominato dal suo popolo re della Messenia: un giorno attraversò Sparta e pose uno scudo nel tempio di Atena al fine di spaventare gli Spartani. Ciò costrinse i Lacedemoni a consultare l'oracolo di Delfi, dove fu detto loro di cercare un capo ad Atene. Quindi gli Spartani marciarono contro i Messeni, verso la tomba di Boar, dove si scontrarono con Aristomene e le sue truppe, che li sconfissero.
Tuttavia, nella battaglia della Grande Fossa fu Sparta ad avere il sopravvento corrompendo Aristocrate II, re degli arcadi alleato dei Messeni. Ancora una volta, questa perdita costrinse i Messeni a disperdersi ritirandosi in una città fortificata sul Monte Eira (Ira). Mentre i Messeni erano rinchiusi qui iniziarono a trattare la terra come territorio nemico ed effettuarono diverse incursioni nelle città circostanti, alcune guidate da Aristomene stesso.
Durante questo periodo Aristomene fu catturato. Prima di venir giustiziato fuggì e tornò di nuovo all'Eira. I Messeni mantennero l'Eira per oltre dieci anni prima che gli Spartani compissero il loro ultimo attacco. Prima che l'Eira capitolasse, tuttavia, gli Spartani permisero alle donne ed ai bambini di venire liberati insieme a Aristomene. Quelli che non fuggirono dall'Eira furono nuovamente resi Iloti e la maggior parte di quelli che fuggirono riparò in Italia. Aristomene si recò a Rodi, dove morì e fu trattato come un eroe. Gli Spartani riuscirono a sedare le rivolte in seguito alla morte del comandante degli Argivi. Con l'aiuto e il supporto del comandante Tirteo, l'esercito spartano riuscì a sottomettere nuovamente i Messeni e a ristabilire il loro stato di iloti. Alla fine di questa guerra il popolo spartano divenne una delle più forti potenze militari del Mediterraneo, al fine di controllare i popoli del Peloponneso e di prevenire ulteriori ribellioni causate dagli iloti, che riuscirono ad emanciparsi dal dominio di Sparta intorno al 350 a.C.